# 基庫尤語
基库尤语，又称吉库尤语（ [ɣēkōjó]），是属于班图语支的语言，主要使用者为肯尼亚的基库尤人（Agĩkũyũ）。基库尤人总共有7百万（占肯尼亚总人口的22%)，是肯尼亚最大的族群。基库尤语使用者主要居住在涅里和内罗毕之间的区域。基库尤语是从肯尼亚延伸到坦桑尼亚的班图语支内部的塔吉楚下语支（英语：Thagichu subgroup）里五个语言中的一个。基库尤人通常用环绕在肯尼亚中部的，被他们称作「基里尼亚加」的山脉，来辨认自己的土地。

## 方言
基库尤语有四个可以互相理解的主要方言。中央省各郡就根据这些方言的传统边界划分，分别是：基里尼亚加、穆拉雅、涅里和基安布。基里尼亚加的基库尤语主要由两个次方言——恩迪亚（Kĩndia）和吉楚古（Gĩgĩcũgũ）——组成。吉楚古方言和恩迪亚方言没有"ch"或"sh"音，并使用"s"音作为替代，因此"Gĩchũgũ"的发音是"Gĩcũgũ"。想要听见恩迪亚方言，就必须前往基里尼亚加的最大城镇克鲁戈亚。恩迪亚方言的其他家乡有卡古莫的茶树栽培区和凉爽的坎加伊塔丘陵，这些地方的人们说着更加地道的方言。山坡下的库图斯是个灰尘覆盖的繁华城镇，这里的方言受到许多其他方言的影响，很难把各个方言分清楚。在姆韦阿的稻谷栽培区，人们也普遍使用恩迪亚方言。
在种植咖啡的基扬亚加、吉苏雷、卡松古里和马里吉蒂，都可以听见吉楚古方言那清楚明白的声调（非常像梅鲁语和基库尤语的姐妹语言恩布语）。吉楚古人在与其他基库尤人谈话时，可以很容易地切换到其他方言。

## 音系
括号内是拼寫基庫尤語的字母。

### 元音
|      | 前    | 中 | 后    |
| ---- | ----- | -- | ----- |
| 闭   | i     |    | u     |
| 半闭 | e (ĩ) |    | o (ũ) |
| 半开 | ɛ (e) |    | ɔ (o) |
| 开   |       | a  |       |

### 辅音
|        |              | 双唇    | 齿/ 齿龈 | 硬腭     | 软腭    | 声门  |
| ------ | ------------ | ------- | -------- | -------- | ------- | ----- |
| 塞音   | 清音         |         | t (t)    |          | k (k)   |       |
| 塞音   | 浊前鼻音化音 | ᵐb (mb) | ⁿd (nd)  |          | ᵑɡ (ng) |       |
| 塞擦音 | 塞擦音       |         |          | ᶮdʒ (nj) |         |       |
| 鼻音   | 鼻音         | m (m)   | n (n)    | ɲ (ny)   | ŋ (ng') |       |
| 摩擦音 | 清音         |         |          | ʃ (c)    |         | h (h) |
| 摩擦音 | 浊音         | β (b)   | ð (th)   |          | ɣ (g)   |       |
| 流音   | 流音         |         | ɾ (r)    |          |         |       |
| 近音   | 近音         |         |          | j (y)    | w (w)   |       |

前鼻音化音发音时，通常不发出前鼻音化的部分，意即/ᵐb/ /ⁿd/ /ᶮdʒ/ /ᵑɡ/经常被實現為[b] [d] [dʒ] [ɡ]。

### 声调
基库尤语有两个平调（高和低）和一个低升调，并存在音位降阶。

## 语法
基库尤语的典型语序是SVO（主动宾语序），使用前置介词而非后置介词，并且形容词排在名词后面。

## 字母表
基库尤语使用拉丁字母，但是不使用字母f  l  p  q  s  v  x  z，并且添加了字母ĩ和ũ。以下是基库尤语字母表：
a  b  c  d  e  g  h  i  ĩ  j  k  m  n  o  r  t  u  ũ  w  y
一些音使用复合字母来表示，比如用ng来表示软腭鼻音/ŋ/。

## 短语样本
| 汉语             | 基库尤语                      |
| ---------------- | ----------------------------- |
| 你好吗？         | Ũhoro waku或kũhana atĩa?      |
| 给我水           | He maĩ                        |
| 你过得怎么样？   | Ũrĩ mwega?或Wi mwega          |
| 我饿了           | Ndĩ mũhũtu                    |
| 帮帮我           | Ndeithia                      |
| 我很好           | Ndĩ mwega                     |
| 你是朋友吗？     | Wĩ mũrata?                    |
| 再见，祝你幸福   | Tigwo na wega/Tigwo na thaayũ |
| 我爱你           | Nĩngwendete.                  |
| 过来             | Ũka haha                      |
| 我等会给你打电话 | Nĩngũkũhũrĩra thimũ           |
| 蒙福             | Ndĩmũrathime                  |
| 神本为善         | Ngai ni mwega                 |
| 给我钱           | He mbeca                      |
| 少说废话         | Tiga wana                     |

## 文学
有许多著名作品用基库尤语写成。比如，恩古吉·瓦·西翁戈的作品《Mũrogi wa Kagogo》（《乌鸦的向导》）是已知最长的基库尤语书籍。其他用基库尤语写作的作家有加图阿·瓦·姆布瓜和瓦伊西拉·瓦·姆布西亚。姆布西亚出版了许多不同体裁的基库尤语作品——随笔、诗歌、儿童故事及翻译。晚年的瓦霍梅·穆塔希有时也用基库尤语写作。

## 流行文化中的基库尤语
1983年电影《星球大战VI：绝地归来》中，角色尼恩·南布讲基库尤语。